# Lakeshore Entertainment
Lakeshore Village Entertainment este o companie americană de producție, finanțare și anterior de vânzări internaționale și distribuție de film independent fondată în 1994 de Tom Rosenberg și Ted Tannebaum. Lakeshore Entertainment are sediul în Beverly Hills, California.
Compania a produs peste 60 de filme, inclusiv câștigătorul Premiului Oscar Million Dollar Baby (2004). Sigurjón Sighvatsson a fost primul președinte al companiei și a servit de la fondarea sa până în 1998. El a fost urmat de producătorul Gary Lucchesi.
În 2013, Lakeshore a lansat o divizie de televiziune, iar în 2015, au lansat un studio digital, Off the Dock, care se concentrează pe demografia YouTube. Compania a avut, de asemenea, o divizie de casă de discuri, Lakeshore Records.
În martie 2019, Lakeshore și-a pus librăria sa de filme de vânzare. Librăria a inclus peste 300 de titluri, precum librăria New World Pictures (pe care Lakeshore a achiziționat-o în 1996). În octombrie 2019, Lakeshore și-a vândut librăria și operațiunile internaționale către Vine Alternative Investments pentru aproximativ $200 de milioane. În iulie 2024, Vine Alternative Investments și-a vândut portofoliul (excluzând Village Roadshow Entertainment Group și EuropaCorp) către Shamrock Capital.

## Filmografie selectivă

### Anii 1990
- Bandwagon (1996)
- Brain Candy (1996)
- Box of Moonlight (1996)
- Going All the Way (1997)
- 'Til There Was You (1997)
- Murder in Mind (1997)
- The Real Blonde (1997)
- Homegrown (1998)
- Polish Wedding (1998)
- Phoenix (1998)
- 200 Cigarettes (1999)
- Runaway Bride (1999)
- Arlington Road (1999)

### Anii 2000
- The Gift (2000)
- Autumn in New York (2000)
- The Next Best Thing (2000)
- Passion of Mind (2000)
- The Mothman Prophecies (2002)
- Bulletproof Monk (2003)
- Underworld (2003)
- The Hunted (2003)
- The Human Stain (2003)
- Singing Behind Screens (2003)
- Suspect Zero (2004)
- Wicker Park (2004)
- Madhouse (2004)
- The Keys to the House (2004)
- Million Dollar Baby (2004)
- The Cave (2005)
- Undiscovered (2005)
- The Exorcism of Emily Rose (2005)
- Æon Flux (2005)
- Underworld: Evolution (2006)
- Half Light (2006)
- She's the Man (2005)
- Crank (2006)
- The Covenant (2006)
- The Last Kiss (2006)
- The Dead Girl (2006)
- Blood & Chocolate (2007)
- Feast of Love (2007)
- Elegy (2007)
- The Midnight Meat Train (2008)
- Untraceable (2008)
- Henry Poole Is Here (2008)
- Pathology (2008)
- Underworld: Rise of the Lycans (2009)
- Crank: High Voltage (2009)
- The Ugly Truth (2009)
- Gamer (2009)
- Fame (2009)

### Anii 2010
- The Lincoln Lawyer (2011)
- Underworld: Endless War (2011)
- Underworld: Awakening (2012)
- One for the Money (2012)
- Gone (2012)
- Stand Up Guys (2012)
- I, Frankenstein (2014)
- Walk of Shame (2014)
- The Vatican Tapes (2015)
- The Age of Adaline (2015)
- The Boy (2016)
- American Pastoral (2016)
- Underworld: Blood Wars (2016)
- Cover Versions (2018)
- Adrift (2018)
- A-X-L (2018)
- Peppermint (2018)
- The Wedding Year (2019)

### Anii 2020
- Brahms: The Boy II (2020)

## Televiziune
- Heathers (Paramount Network) (2018) (co-producție cu Gyre & Grill Productions și Underground Films)

## Albume publicate (selecție)
Artiști
- Candiria
- College
- DJ Swamp
- Grandaddy
- Thelonious Monster

Coloane sonore
- The Gift
- Napoleon Dynamite
- Little Miss Sunshine
- Tropic Thunder

Muzică de The Temptations, MC Hammer, Creedence Clearwater Revival, Edwin Starr ș.a.
- Red Dead Redemption 2

Muzică de D'Angelo, Willie Nelson, Rhiannon Giddens și Josh Homme.
- Drive
- Swiss Army Man
- Moonlight

Muzică de Nicholas Britell
- Stranger Things

Muzică de Survive (band)
- Mandy

Muzică de Jóhann Jóhannsson
- The Predator (2018 film)

Muzică de Alan Silvestri
- Rambo: Last Blood

Muzică de Brian Tyler
- We Summon the Darkness